# Samsung C&T
Samsung C&T est une entreprise du Groupe Samsung spécialisée dans la construction de bâtiments. Elle a été créée en 1938 et est surtout connue pour la construction du Burj Khalifa à Dubaï, plus haut gratte-ciel du monde depuis 2010, de la tour Taipei 101 à Taïwan, plus haut gratte-ciel entre 2004 et 2010, et des Tours Petronas en Malaisie, plus haut gratte-ciel entre 1998 et 2004.
Elle est aussi présente dans les secteurs du commerce, de la mode et de l'hôtellerie.

## Histoire

### 1938 à 1953: premières années
Samsung Sanghoe, qui deviendra plus tard le Groupe Samsung, est fondée en 1938 par Lee Byung-chul, à l'origine pour la vente de produits agricoles. En 1948, le groupe se diversifie et se lance dans le secteur de l'industrie et de la construction, grâce à des investissements de Cho Hong-je, fondateur de Hyosung. Un an plus tard, en 1949, le chaebol devient premier dans ce secteur en Corée du Sud, notamment grâce à l'importante croissance économique de l'après-guerre et la demande de nouveaux logements. Ce n'est qu'en 1951 que Samsung C&T est officiellement créée. L'entreprise se développe rapidement à l'international, avec l'ouverture de bureaux à Tokyo en septembre 1953.

### 1953 à 1996: diversification
En septembre 1954, la division « mode » de Samsung C&T est créée, d'abord sous la filiale Cheil Industries, ensuite absorbée en 1999 et renommée « Samsung Fashion ». Plusieurs marques appartenant de vêtements sont lancés, comme Bean Pole, en 1989, ou encore 8 seconds, plus tard en 2012. Elles suivent la tendance de la fast fashion, c'est-à-dire avec des collections régulièrement renouvelées
Samsung C&T est également présente sur le secteur du divertissement depuis décembre 1963, avec l'ouverture de clubs de golf en 1967 puis du parc d'attractions Everland Resort en avril 1976, seizième parc le plus visité du monde en 2019, et de Caribbean Bay en juillet 1996, via la filiale Samsung Everland,.
L'entreprise continue ainsi de se développer à l'international, et ouvre des bureaux à Francfort en 1972 et Londres en 1973, et devient en mai 1975 la première société commerciale coréenne en export, avec 200 millions de dollars de chiffre d'affaires hors de Corée. Elle entre à la Bourse de Corée la même année. Durant les années 1980, l'entreprise voit une augmentation significative de son activité, et enregistre 1 milliard de dollars d'exports en 1988.

### 1996 à 2015: projets majeurs
En 1998, Samsung Engineering & Construction – qui deviendra plus tard Samsung C&T – achève son premier projet majeur : la construction de l'une des deux Tours Petronas, qui devient ainsi le plus haut gratte-ciel du monde jusqu'en 2004 et les plus hautes tours jumelles, avec une hauteur de 452 mètres pour 88 étages. Il s'agit du premier bâtiment de l'entreprise faisant plus de 30 étages.
En 2000, la filiale Raemian est créée pour la construction d'appartements, et en 2014, Samsung C&T rachète le cabinet d'architectes Samoo Architects & Engineers. Le secteur mode continue de se développer : plusieurs marques de luxe sont distribuées sur le magasin en ligne, dont Nina Ricci, Thom Browne, ou Colombo Via della Spiga, fondée en 1955 et rachetée en 2011.
En 2004, Emaar Properties sélectionne Samsung C&T comme principal maître d'œuvre pour la construction du Burj Khalifa.
En 2008, les bureaux de Samsung C&T déménagent à la Samsung Town, construite par l'entreprise elle-même et constituée de plusieurs tours d'environ 150 mètres chacune.

### 2015 à aujourd'hui: restructuration
Cheil Industries est réorganisée en décembre 2013, et devient alors filiale de Samsung Everland, la division des divertissements de Samsung C&T. En 2015, la fusion de Cheil Industries et Samsung C&T est annoncée par Lee Jae-yong, alors président de facto du Groupe Samsung. Cette mesure doit permettre d'augmenter les revenus de l'entreprise jusqu'à 4 trilliards de wons, mais aussi d'étendre le contrôle de la famille de Lee Kun-hee sur les filiales du groupe, au détriment des actionnaires. Ces derniers s'y opposent donc, avançant également le fait que le taux de reprise des actions serait désavantageux pour les possesseurs de titres de Samsung C&T. Plusieurs analystes confirment une surévaluation de la valeur de Cheil Industries. 
Le 17 juillet 2015, l'assemblée générale de cette dernière se réunit, et vote la fusion, effective le 1er septembre. En conséquence, Samsung C&T perd 10,8 % de sa valeur à la bourse de Corée, mais devient, après la fusion, la quatrième capitalisation en Corée du Sud. En 2018, Eliott Associates, l'un des fonds d'investissement possédant le plus de parts, porte plainte et demande un dédommagement de 770 millions de dollars à Samsung C&T, ainsi qu'un arbitrage de la Commission des Nations unies pour le droit commercial international,. En 2020, aucune sanction n'est prise contre l'entreprise, mais plusieurs membres de la direction de Samsung, dont Lee Jae-yong, ainsi que la présidente de la Corée du Sud, Park Geun-hye, sont ciblés pour corruption.
En 2020, Samsung C&T se classe premier pour la vingt-troisième année consécutive d'après l'Indice National de Satisfaction Client de Corée dans la catégorie « appartements ». À la mort de Lee Kun-hee le 26 octobre 2020, l'entreprise augmente de 17 % en bourse.

## Activités

### Mode
Samsung C&T distribue plusieurs marques de vêtements de luxe, dont celles de Tory Burch, Giuseppe Zanotti, Comme des Garçons, Ann Demeulemeester et 8 seconds.

### Divertissement
Samsung C&T possède plusieurs complexes de divertissement : des parcs d'attractions, dont l'Everland Resort, géré par la filiale Samsung Everland, un zoo, un parc aquatique, des clubs de golfs, des restaurants, mais aussi des musées, comme le Leeum et le Musée d'Art Ho-Am, tous deux gérés par la Fondation Samsung.

## Projets

### Tours Petronas

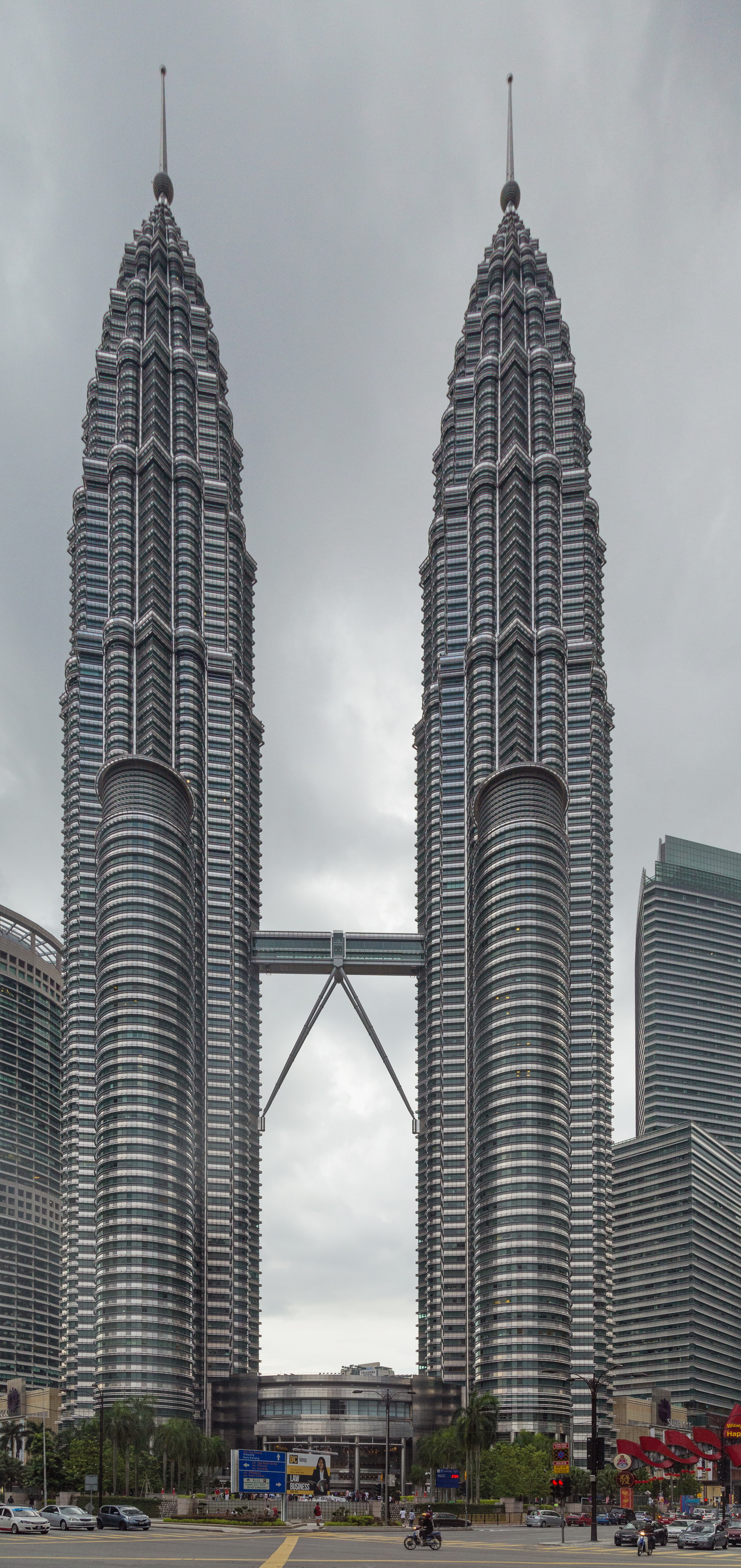
Les deux Tours Petronas, celle de gauche ayant été construite par Samsung C&T.

En 1992, le gouvernement malaysien, souhaitant achever la construction des Tours Petronas en moins de six ans, lance un appel d'offres international. Parmi les six entreprises retenues après une première sélection, Samsung C&T se classe première, bien qu'elle ne réponde pas au critère d'avoir aux moins une construction de plus de 50 étages à son actif. Afin de construire les deux tours en même temps, deux maîtres d'œuvre sont sélectionnés : un consortium japonais mené par Hazama Corporation pour la tour une, et un groupe coréen dirigé par Samsung Engineering & Construction – plus tard absorbé par Samsung C&T –, pour la deuxième tour.
Malgré son manque d'expérience sur des projets de taille similaire, Samsung C&T est connue pour son expertise notamment sur la fabrication du béton de ciment. Les matériaux de la tour devant supporter des pressions de 80 MPa et une masse de 300 000 t, du béton à haute résistance, aussi utilisé dans les ponts, autoroutes ou sites de stockage de déchets radioactifs, est sélectionné pour constituer les 104 piliers de 4,6 mètres de large retenant les tours. Ces matériaux sont capables de résister deux fois à la pression des 88 étages des tours, jusqu'à 170 MPa après 30 jours de refroidissement à température ambiante,. En conséquences, Samsung C&T détient, entre 1993 et 2007, le record du coulage de béton le plus long, de 54 heures avec en moyenne un camion se déversant toutes les trois minutes.
Samsung est également chargé de la construction du « Skybridge », le pont reliant les deux tours aux 41e et 42e étages. En avril 1996, un mois après son installation, la tour devient le plus haut gratte-ciel du monde. En 2003, elles perdent leur titre au profit de la Tapei 101, également construite par Samsung C&T.

### Burj Khalifa
En 2004, l'entreprise d'immobilier et promoteur Emaar Properties lance un appel d'offres pour la construction de la tour « Burj Dubaï ». En 18 juillet 2004, date de clôture des candidatures, une dizaine d'entreprises se sont proposées. En décembre 2004, la Samsung Corporation, qui deviendra plus tard Samsung C&T, est sélectionnée qui principal contracteur et maître d'œuvre, et remporte un accord de 306 millions de dollars, avec l'aide de BESIX et Arabtec. Une partie des ingénieurs concevant la structure sont fournis par Samsung Engineering.

### Merdeka 118
En 2015, Samsung C&T remporte un contrat pour la construction de la tour Merdeka 118 à Kuala Lumpur, qui devrait devenir en 2022 le deuxième plus haut gratte-ciel du monde, derrière le Burj Khalifa.

## Finances

### Actionnaires
Samsung C&T est cotée à la Bourse de Corée, à environ 21,67 trilliards de wons en décembre 2020, soit environ 20 milliards de dollars, ce qui en fait la quatrième capitalisation en Corée. Le cours de l'action est relativement stable entre 2015 et 2020, en restant généralement compris entre 100 et 140 000 wons. Le price-earnings ratio en 2020 est de 19.9, et les dividendes sont de 2 000 wons par action. En mars 2020, l'entreprise annonce retirer 250 millions de dollars d'actions afin d'augmenter les dividendes de 60 à 70 %. Elle se dévalue de manière importante, mais retrouve son niveau en juillet 2020. À la mort de Lee Kun-hee, chairman du Groupe Samsung, en octobre 2020, la capitalisation de Samsung C&T augmente de 17 % en bourse, en prévision d'une restructuration lors de la succession à Lee Jae-yong, son fils.
Ce dernier est le premier actionnaire de l'entreprise, avec 17,5 % des parts. 14 % sont en autocontrôle boursier, et la KCC Corporation, une entreprise coréenne de produits chimiques, est troisième avec 9,10 % du capital. L'entreprise reste majoritairement sous le contrôle de la famille Lee, qui la préside et possède plus de 32 % de ses actions.